# Schlacht am Jarama
Gijón –
Oviedo –
Alcázar von Toledo –
Mérida –
Badajoz –
Guipúzcoa –
Mallorca –
Sierra Guadalupe –
Talavera de la Reina –
Madrid –
Straße nach Coruña –
Málaga –
Jarama –
Guadalajara –
Krieg im Norden (Durango, Guernica, Santander) –
Brunete –
Belchite –
Teruel –
Cabo de Palos –
Aragon –
Ebro –
Katalonien
Die Schlacht am Jarama fand vom 6. Februar bis 27. Februar 1937 während des spanischen Bürgerkriegs südöstlich von Madrid statt.
Es standen sich reguläre Einheiten der Nationalisten unter Franco, die spanische Fremdenlegion, Kolonialtruppen aus Marokko, die republikanische Volksarmee und Einheiten der Internationalen Brigaden gegenüber.

## Vorgeschichte
Im November 1936 schlug der Versuch der nationalistischen Kräfte unter Franco fehl, Madrid zu erobern, es kam zur Belagerung von Madrid. General Emilio Mola war Oberkommandierender der nationalistischen Truppen in der Nähe von Madrid. Es wurde nun der Plan erarbeitet, den Fluss Jarama, 11 Kilometer südöstlich von Madrid, zu überqueren, um die Kommunikation Madrids mit dem neuen Sitz der Volksfrontregierung in Valencia zu unterbrechen.
Der Angriff sollte gemäß den Plänen zum gleichen Zeitpunkt stattfinden, wie der Angriff der verbündeten Italiener bei Guadalajara nordöstlich von Madrid (Schlacht bei Guadalajara), um Madrid von beiden Seiten zu umfassen. Da die Italiener jedoch nicht rechtzeitig einsatzbereit waren, entschloss sich General Mola, die Offensive alleine durchzuführen.
Die nationalistischen Truppen bestanden aus ca. 25.000 Mann Infanterie, darunter auch Truppen der Spanischen Fremdenlegion. Des Weiteren standen General Mola zehn Schwadronen der Kavallerie und Truppen der Legion Condor zur Verfügung, darunter zwei Bataillone mit schweren Maschinengewehren und eine Panzereinheit unter dem Befehl von Wilhelm Ritter von Thoma mit mehreren 88-mm-Flak- und 105-mm-Artilleriegeschützen.
Das vorrangige Ziel der Offensive war es, das westliche Ufer des Flusses Jarama und die angrenzenden Anhöhen von La Marañosa einzunehmen, um dann über die Brücken El puente del Pindoque bei Soto de Pajares und der Brücke Arganda bei der Ortschaft Arganda del Rey nach Madrid vorzurücken.

## Schlachtverlauf

### 6. Februar bis 10. Februar

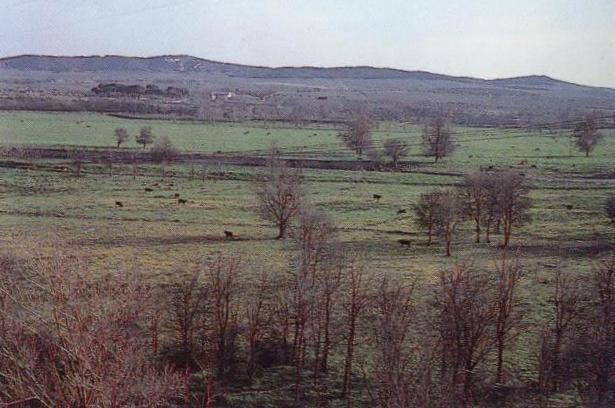
Die Ebene vor den Anhöhen von La Marañosa

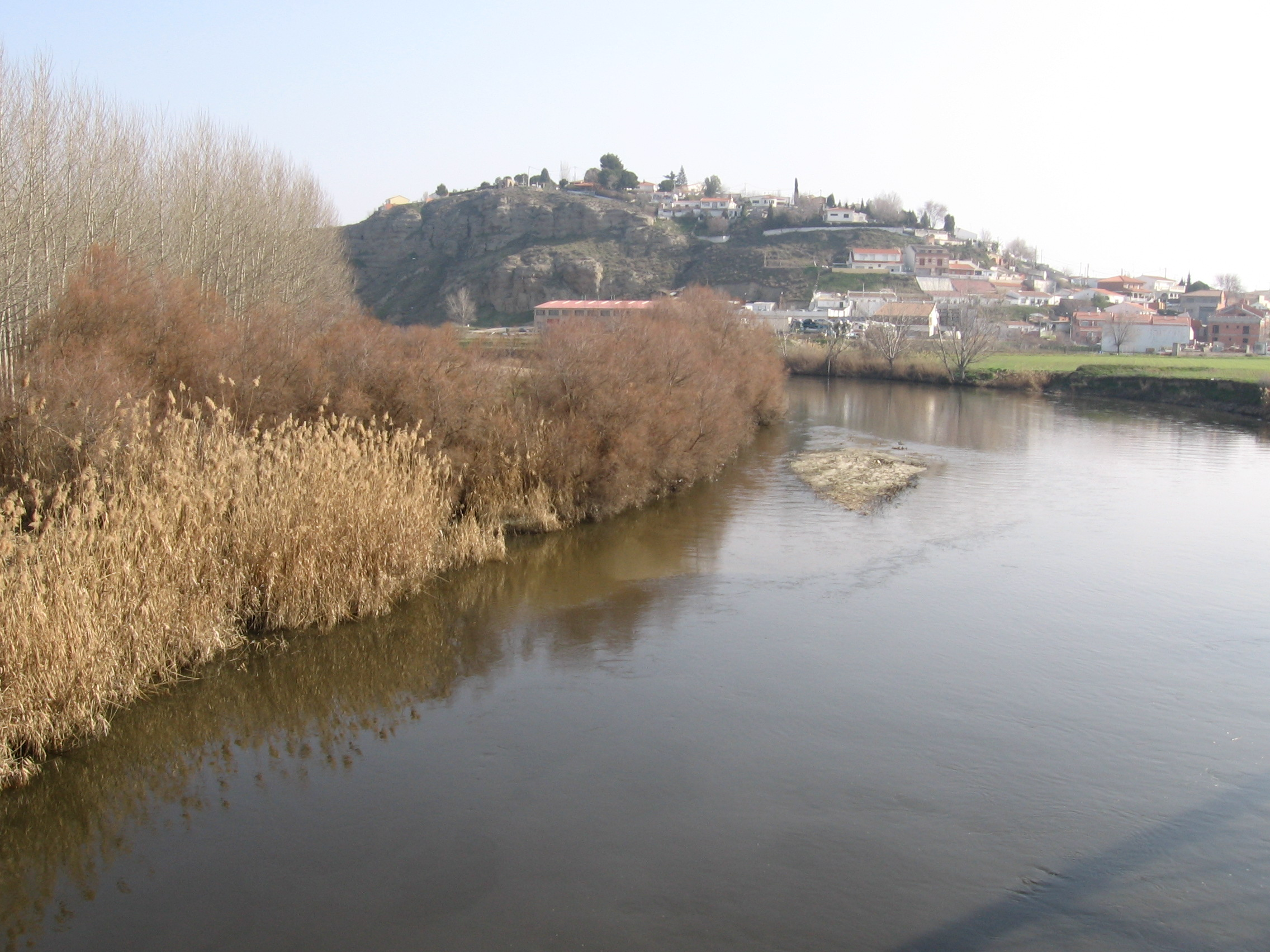
Blick auf den Fluss Jarama bei der Ortschaft Titulcia

Die Offensive der Nationalisten begann am 5. Februar mit Angriffen auf republikanische Stellungen unter dem Kommando von Sebastián Pozas am Westufer des Jarama in der Talebene zwischen La Marañosa und Ciempozuelos. Die Nationalisten rückten mif fünf mobilen Brigaden vor und überwältigen die überraschten Republikaner total. Brigadeführer waren Francisco García-Escámez, Eduardo Sáenz de Buruaga, Fernando Barrón Ortiz, Carlos Asensio und Ricardo Rada. Artillerieunterstützung gaben sechs 155-mm-Batterien und eine Artilleriegruppe der Legion Condor mit 8,8-cm-Flakgeschützen.
Die Befehlsgewalt über das Zentrum des Angriffes hatte Oberst Asensio. An der linken (nördlichen) Flanke führte Rada und an der rechten (südlichen) Flanke García-Escámez. García-Escámez’ Brigade überrannte am 6. Februar die republikanischen Stellungen bei Ciempozuelos im südlichen Kampfgebiet. Bei diesem Angriff verlor die republikanische XVIII. Brigade an die 1800 Mann. Im Anschluss eroberte Radas Brigade im nördlichen Kampfgebiet die Hügel von La Marañosa. Diese Hügel erlaubten es, bei einer Flussüberquerung weite Gebiete mit Artillerie- und Maschinengewehrfeuer zu dominieren. Die zwei auf dem Hügel von La Marañosa stationierten republikanischen Bataillone wurden bis zum letzten Mann aufgerieben. Des Weiteren konnten die Nationalisten am 7. Februar die Ortschaften Caen, La Boyeriza, Mesa, Valdecabas und Gózquez de Abajo erobern. Bis zum 8. Februar war das Westufer des Jarama in der Hand der Nationalisten.
Teile der republikanischen Armee von Sebastián Pozas waren bereits auf der Flucht, als die 11. Division von Major Enrique Líster und die Agrupación Vallecas von El Campesino mit drei Brigaden die Front stabilisierten. José Miaja, der von Largo Caballero zum Oberbefehlshaber der Jarama-Front bestimmt worden war,  sandte auch die XI. Internationale Brigade zum Jarama. Am 9. Februar 1937 sammelte sich die republikanische Verteidigung entlang der Höhen am Ostufer des Jarama. Eine republikanische Division, zu der die XII. Internationale Brigade gehörte, wurde in Reserve gehalten.

### 11. Februar bis 13. Februar

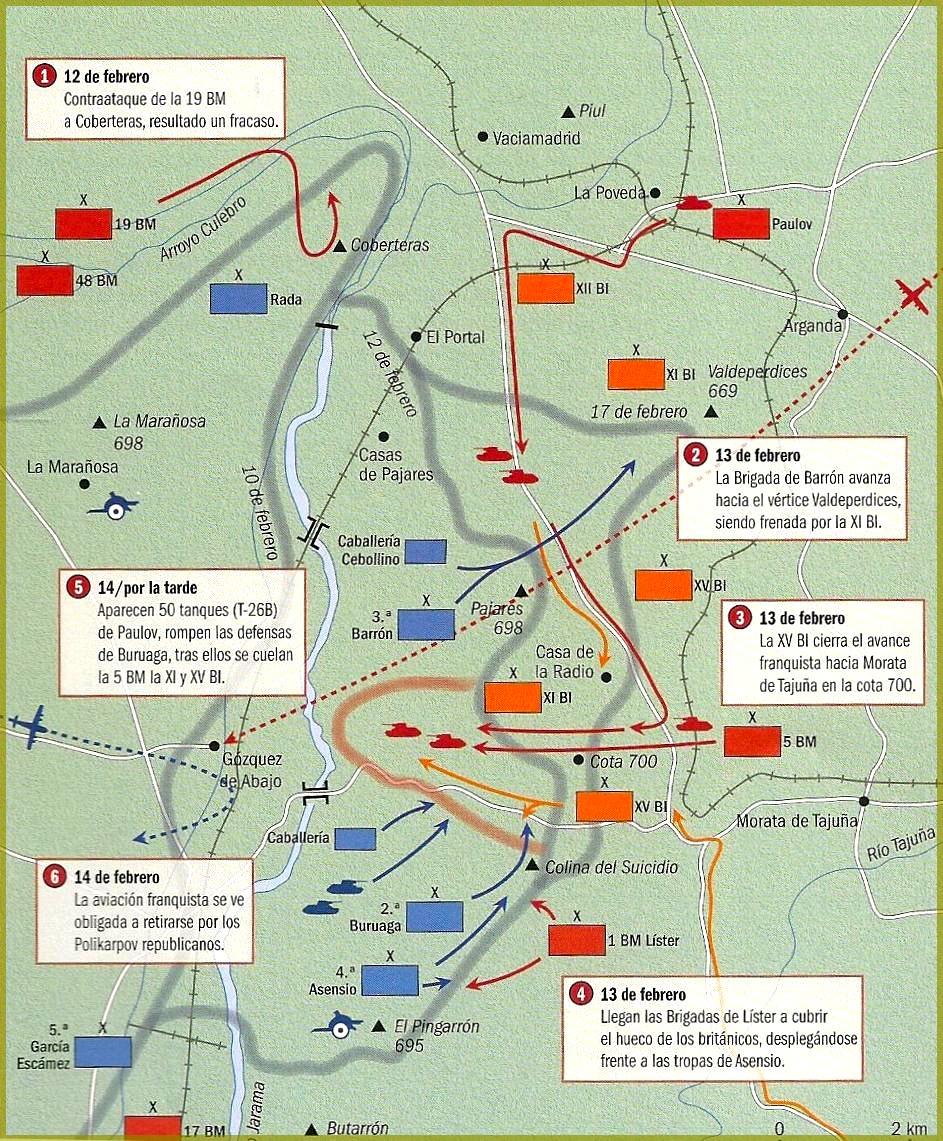
Karte des Schlachtverlaufs vom 12. bis 14. Februar

In den Morgenstunden des 11. Februar überquerte eine kleine Gruppe von marokkanischen Kolonialsoldaten der Spanischen Legion unbemerkt den Jarama in der Nähe der Brücke von Pindoque. Sie drangen in die Stellungen des André-Marty-Bataillons der XII. Internationale Brigaden bei Casas de Pajares ein, so dass die Nationalisten die Brücke El puente del Pindoque bei der Ortschaft Soto de Pajares einnehmen konnten. Bei diesem Angriff wurde das André-Marty-Bataillon aufgerieben. Danach überquerte die nationalistische Kavallerie unter schwerem republikanischem Feuer die Brücke und errichtete einen Brückenkopf. Obwohl die von den republikanischen Truppen angebrachten Sprengmittel an der Brücke detonierten, blieb die Brücke intakt. Dem Garibaldi-Bataillon von der XII. Internationalen Brigade gelang es aber, Stellungen auf einer Anhöhe bei Soto de Pajares zu halten. Das Bataillon verhinderte so das weitere Vorrücken der Nationalisten an diesem Frontabschnitt.
Des Weiteren durchquerte am 11. Februar um 3 Uhr die von Barrón Ortiz geführte Brigade den Fluss in der Nähe der Brücke von Arganda del Rey nach Madrid. Dem Dąbrowski-Bataillon von der XII. Internationalen Brigade gelang es, kurz vor der Brücke von Arganda del Rey die Front zu stabilisieren. Sie verhinderten so, dass die Nationalisten weiter vorrücken konnten.
Am gleichen Morgen eroberten die Nationalisten zudem das Dorf San Martín de la Vega. Den Republikanern gelang es, die im Ort befindliche Brücke zu halten. In der Nacht vom 11. zum 12. Februar durchquerte eine marokkanische Einheit den Fluss Jarama in der Nähe der Brücke. Der Einheit gelang es, die Brücke einzunehmen. Nach der Errichtung eines Brückenkopfes rückten die Nationalisten vor und eroberten im Laufe des Tages die Anhöhen von Pingarrón. Die Nationalisten führten ihre Reserven, die Brigade Sáenz de Buruaga, über die Brücke von San Martín de la Vega zu und begannen am 12. Februar ihre Offensive in Richtung Morata de Tajuña. Gleichzeitig führten die Republikaner die neu aufgestellte XV. Internationale Brigade mit dem britischen Saklatvala-Bataillon in die Schlacht. Kommandeur der XV. Internationalen Brigade war János Gálicz (General Gal).
Das Saklatvala-Bataillon trug am 12. Februar die Hauptlast der nationalistischen Offensive in Richtung Morata de Tajuña. Sieben Stunden verteidigte das Bataillon einen Hügel, den sogenannten „Suicide Hill“, unter schwerem Artillerie- und MG-Beschuss von den Anhöhen von Pingarrón. Bei diesen Gefechten warfen die Nationalisten ihre gesamte Reserve in die Schlacht. Am nächsten Tag konnten die Nationalisten den „Suicide Hill“ einnehmen. Nach einem Gegenangriff des Saklatvala-Bataillons konnten die Republikaner den Hügel zurückerobern.
Des Weiteren stieß am 12. Februar die nationalistische Brigade von Sáenz de Buruaga gegen die Straße von Arganda del Rey nach Madrid vor. Sie wurde aber von der XI. Internationale Brigade mit dem Thälmann-Bataillon, dem Dimitrow-Bataillon und einer sowjetischen Panzereinheit mit T-26-Panzern zum Fluss Jarama zurückgedrängt. Dieser Gegenangriff wurden jedoch mit Hilfe der auf La Marañosa eingegrabenen nationalistischen Artillerie zurückgeschlagen.
Bis zum 13. Februar konnte die republikanische Luftwaffe, die größtenteils aus sowjetischen Maschinen und Piloten bestand, die Lufthoheit halten. Danach trafen italienische und spanische Flugzeuge ein, die ein Kräftegleichgewicht in der Luft herstellten.
Bis zum 14. Februar versuchten die nationalistischen Truppen weiter von den Anhöhen von Pingarrón über den „Suicide Hill“ auf Morata de Tajuña vorzurücken.

### 14. Februar bis 23. Februar
Ab dem 14. Februar versuchten republikanische Truppen im nördlichen Kampfgebiet, die nationalistischen Stellungen von José Enrique Varela zu überwinden. Der erste Vorstoß am 14. Februar mit fünf Brigaden und mit 50 T-26-Panzern unter der Beteiligung von drei Internationalen Brigaden brach aufgrund des Artilleriebeschusses von La Marañosa in sich zusammen. Zudem erlitt das Saklatvala-Bataillon, das den „Suicide Hill“ verteidigte, durch Artilleriebeschuss schwere Verluste. Die Kämpfe um den „Suicide Hill“ wurden zu den schwersten während der gesamten Schlacht.
Am 15. Februar übernahm General José Miaja die Führung der republikanischen Einheiten. Zuvor war das Oberkommando zwischen ihm und Sebastián Pozas aufgeteilt, was die Koordination der republikanischen Angriffe nicht vereinfacht hatte. Miaja befahl am 17. Februar der XI., XII. XIV. und XV. Internationalen Brigade einen Großangriff. Diese vier Internationalen Brigaden hielten die Front von Arganda del Rey bis Morata de Tajuña. Der einzige Erfolg war, dass die nationalistischen Truppen im nördlichen Teil des Kampfgebietes vor Arganda del Rey zurückweichen mussten. Die Internationalen Brigaden erlitten bei diesen Gegenangriffen hohe Verluste. Zudem musste das Saklatvala-Bataillon seine Stellung auf dem „Suicide Hill“ aufgeben.

### 23. Februar bis 27. Februar
Zwischen dem 23. und 27. Februar kam es zu weiteren Angriffen der republikanischen Truppen. General Gal befahl, die Anhöhen von Pingarrón zurückzuerobern. Bei diesem Angriff verlor das Lincoln-Bataillon bei einer Mannstärke von 263 über 110 Brigadisten. Ein Soldat sagte nach dem Angriff: „Das Lincoln-Bataillon wurde nach Abraham Lincoln benannt, weil auch er ermordet wurde.“ Nach den gescheiterten Angriffen der Internationalen Brigaden beruhigte sich die Front und die Gegner gruben sich ein.

## Weitere Gefechte
In den Morgenstunden des 13. März griff die Irish Brigade der Spanischen Legion östlich der Ortschaft Titulcia republikanische Stellungen an. Nach Beschuss durch die republikanische Artillerie zog sich die Brigade in ihre Ausgangsstellung zurück. Am 17. März wurde die Brigade auf die Anhöhe von La Marañosa verlegt, wo sie einige Monate bis zu ihrer Auflösung im Sommer stationiert blieb.

## Folgen
Ende Februar befanden sich die gegnerischen Parteien in einer Sackgasse, da weitere Angriffe aufgrund der ausgebauten Stellungen wenig Sinn gehabt hätten.
Beide Seiten hatten schwere Verluste hinnehmen müssen (zwischen 6.000 und 25.000 Toten auf jeder Seite, laut verschiedenen Schätzungen) und die Truppen waren erschöpft und litten unter Nahrungs- und Munitionsmangel.
Obwohl es gelungen war, den Fluss zu überqueren, gelang es den nationalistischen Truppen letztendlich nicht, die Verbindung Madrid—Valencia zu unterbrechen. Die Gegend verlor an strategischer Bedeutung und es kam im Weiteren zu einem Grabenkrieg.

## Gedenken
In der Nähe der Anhöhe von Pingarrón, dem Ort des Gefechts um den Selbstmordhügel (Suicide Hill), befindet sich zu Ehren der 600 Gefallenen des britischen Bataillons 375 der XV. Internationalen Brigade Lincoln/Washington ein Denkmal (Koordinaten ⊙). Eines der bekanntesten englischsprachigen Lieder über den spanischen Bürgerkrieg (Cover-Versionen u. a. von Woody Guthrie und Pete Seeger) besingt die Schlacht und verwendet dabei die Melodie des Western-Klassikers Red River Valley. Auch Ernst Busch widmete der Schlacht das Lied Am Rio Jarama.